# Ezrule
L'Ezrule est un ruisseau du département français de la Meuse de la région Grand Est et un affluent de l'Aire, c'est-à-dire un sous-affluent de la Seine par l'Aisne et l'Oise.

## Géographie
D'une longueur de 17,7 kilomètres, l'Ezrule prend sa source au lieu-dit les Froides Fontaines, à l'altitude 320 mètres, dans la commune d'Érize-Saint-Dizier.
Il coule globalement du sud vers le nord.
Il conflue sur la commune de Chaumont-sur-Aire, à l'altitude 233 mètres, près la ferme la Sarfe et du karting.

## Communes et cantons traversés
Dans le seul département de la Meuse, l'Ezrule traverse six communes et deux cantons :
- dans le sens amont vers aval : Érize-Saint-Dizier (source), Rumont, Érize-la-Brûlée, Raival, Érize-la-Petite, Chaumont-sur-Aire (confluence).

Soit en termes de cantons, l'Ezrule prend source dans le canton de Vavincourt et conflue dans le canton de Vaubecourt.

## Affluents
L'Ezrule n'a pas d'affluents référencés.

## Écologie
L'Ezrule est peuplée d'un grand nombre de poissons de toutes tailles, allant des simples vairons aux truites fario qui atteignent parfois 50cm, le tout en passant par des chabots, chevaisnes etc... Elle fait aussi l'objet d'un grand nombre d'écrevisses de Californie. Côté oiseaux, on y retrouve les espèces ichtyophages habituelles, notamment le héron blanc et le héron gris cendré, mais aussi parfois des canards ou encore des cormorans. De surcroît, il n'est pas rare d'y croiser quelques martins-pêcheurs.

## Hydronomie
Le nom de la rivière est attesté sous les formes Ericuis, Esruille, Ericia, Ezruise, (sans date),.
Dérivé de la forme ancienne Ericia, qui a pour origine la même base hydronymique à la série de quatre villages qu'elle traverse (Érize), *ar. Erisia, de *ar avec le suffixe diminutif-ula, eule,.

## Toponymes
L'Ezrule a donné son hydronyme à une série de villages qu'elle traverse, qui est présent dans quatre noms de communes : Érize-Saint-Dizier, Érize-la-Brûlée, Érize-la-Grande, Érize-la-Petite.

## Littérature et Histoire
- "La vallée de l'Ezrule et le combat de la Vaux-Marie" est une œuvre de P. Jolibois[6].